# Aeropuerto Internacional Luis Muñoz Marín
El Aeropuerto Internacional Luis Muñoz Marín (en inglés: Luis Muñoz Marín International Airport) (IATA: SJU, OACI: TJSJ, FAA LID: SJU) (conocido como "Aeropuerto Internacional de Isla Verde" hasta que se renombró en febrero de 1985) es un aeropuerto internacional civil-militar conjunto llamado así por el primer gobernador elegido democráticamente de Puerto Rico y ubicado en los suburbios de Carolina, Puerto Rico, cinco kilómetros (tres millas) al sureste de San Juan. Es el aeropuerto más concurrido de la región del Caribe por tráfico de pasajeros. Según la Administración Federal de Aviación, más de 10 millones de pasajeros abordan un avión en el aeropuerto por año.
El aeropuerto es propiedad de la Autoridad de Puertos de Puerto Rico y está administrado por Aerostar Airport Holdings, una asociación público-privada que recibió el contrato de arrendamiento por parte del gobierno de Puerto Rico para operar y administrar el aeropuerto durante 40 años a partir de 2013. SJU es el segundo aeropuerto internacional en ser privatizado en los Estados Unidos o sus territorios, y, a partir de 2013, es el único aeropuerto actualmente privatizado en la nación. Los taxis y los autos de alquiler pueden transportar a los viajeros desde y hacia el aeropuerto. El aeropuerto sirve como puerta de entrada a las islas del Caribe. SJU cubre 647 ha (1,600 acres) de tierra.

## Historia
En 1945, consciente de la importancia de la aviación para el desarrollo de la economía de Puerto Rico, el gobierno insular había señalado la necesidad de construir un aeropuerto internacional capaz de manejar el creciente tráfico aéreo del Aeropuerto Internacional de San Juan, en Isla Grande, que venía operando desde 1929; además de responder a las necesidades del futuro. Hasta entonces Isla Grande había sido el principal aeropuerto de Puerto Rico. Al comenzar las líneas aéreas a cambiar de aviones de hélice a aviones de propulsión a chorro jets, la pista de Isla Grande, entonces de 4000 pies de largo no tenía la distancia necesaria para que los aviones modernos aterrizaran y despegaran. (El Aeropuerto de Isla Grande, hoy nombrado en honor al mayor Fernando Luis Ribas Dominicci, Piloto de F-111 de la Fuerza Aérea de los Estados Unidos, que fue batido en acción en Libia en 1986, actualmente tiene una pista de 5542 pies de largo.)
Por otra parte el gobierno había decidido también que debía dirigir las operaciones aéreas, recayendo estos poderes en la Autoridad de Transporte de Puerto Rico, creada en 1942, la cual posteriormente se convirtió en la Autoridad de los Puertos. El Comité de Aeropuertos de la Junta de Planificación comenzó a estudiar la viabilidad del nuevo aeropuerto, sometiendo en 1944 sus planos y estudios a la Administración de Aeronáutica Civil Federal, para determinar el lugar más apropiado.
En 1945 se determinó que el lugar sería Isla Verde (Carolina), para hacer del aeropuerto una instalación metropolitana. La construcción fue aprobada por la Junta de Planificación de Puerto Rico en 1946, iniciándose el proyecto en 1947. Durante este mismo año, la Autoridad de los Puertos de Puerto Rico asumió el título de propiedad y la administración del Aeropuerto de Isla Grande, y de otros aeropuertos regionales, los cuales habían sido instalaciones militares durante la Segunda Guerra Mundial.
El diseño del nuevo aeropuerto estuvo a cargo de la firma de Toro y Ferrer, fundada por los Arq. Miguel Ferrer (1914-2004) fundador y Arq. Osvaldo Toro (1914-1995), también conocidos por el Hotel Caribe Hilton y el Tribunal Supremo de Puerto Rico.
Durante el 1949 se completó la primera fase de construcción del Aeropuerto de Isla Verde: limpieza, relleno, nivelación y drenaje de suelos. También comenzó la segunda fase: pavimentación de las pistas, pistas de rodaje y andenes.
Las líneas aéreas certificadas que operaban en Puerto Rico en 1950 eran Pan American World Airways, Eastern Airlines, Riddle Aviation Co., Caribbean Atlantic Airlines, British West Indian Airlines, Iberia, Compañía Dominicana de Aviación y Flying Tigres Airline. Esta última contrató el movimiento de obreros migratorios hacia los Estados Unidos, con el Departamento Insular del Trabajo, trasladando unos 5706 obreros a diferentes puntos de esa nación, a un costo de $55 por pasaje.
El 22 de mayo de 1955, se inauguró el Aeropuerto Internacional de Puerto Rico, construido en un predio de terreno de 1718.72 acres. Las instalaciones, estimadas a un costo de $22 millones, contaban con una terminal de pasajeros de seis pisos, torre de control, una pista (8-26) de 7,800 pies de largo, edificio de carga, estación de bomberos y de policía y un hotel.
Cientos de personas, entusiasmadas con la nueva instalación aérea, presenciaron los actos inaugurales presididos por don Luis Muñoz Marín. En una parte de su elocuente discurso, el gobernador dijo: Impresionante es esta obra en su estructura y en sus múltiples facilidades, pero no tan impresionante como el hecho de que este centro de comunicaciones simboliza los grandes procesos técnicos que están transformando la civilización.
El primer año de operaciones del nuevo aeropuerto produjo un movimiento de pasajeros ascendente a 694 199 y se manejó un total de 28 millones de libras de carga.

### Evolución de Aeropuerto Internacional Luis Muñoz Marín
Para el 1959, las principales líneas aéreas habían introducido los aviones jets, con los cuales se redujo considerablemente el tiempo de los vuelos y aumentó la seguridad de la travesía. Al comenzar operaciones el aeropuerto solo tenía una pista (8/26), la vieja Torre de Control que está encima del Hotel, 3 terminales y un estacionamiento para 200 automóviles.
Durante el comienzo de la década del sesenta, se iniciaron varios proyectos de ampliación y mejoras, habiéndose extendido la pista de 7800 a 10 000 pies de largo. La construcción de la segunda pista (10-28) en el lado sur, comenzó en mayo de 1967. El proyecto se completó en el año 1974 a un costo aproximado de $4.2 millones. Con la introducción de los aviones 747, la pista 8-26 fue reforzada y ensanchada en 1974, y diez años más tarde fue repavimentada.
El 17 de enero de 1983, se inauguró el sistema de acceso vehicular de dos niveles construido a un costo aproximado de $9.2 millones. Dicho acceso separa las llegadas y salidas de pasajeros en diferentes niveles, para eliminar la congestión de tránsito.
El 18 de febrero de 1985, el gobernador de Puerto Rico, Rafael Hernández Colón, convirtió en Ley el proyecto al Senado Número 1, designando oficialmente el Aeropuerto Internacional con el nombre de Luis Muñoz Marín, en honor del primer gobernador de Puerto Rico electo por el pueblo.
El Aeropuerto sirvió de Centro (hub) para las líneas aéreas de Pan Am, Trans Caribbean Airways, Eastern Airlines, y por un periodo corto una ciudad foco para TWA. También fue el centro para la línea aérea internacional de Puerto Rico, Prinair, de 1966 hasta 1984, cuando Prinair se fue a la quiebra. En 1986, American Airlines junto con American Eagle estableció un centro en Puerto Rico para competir con Eastern Air Lines.
Con la expansión de las instalaciones de Eastern Airlines y American Airlines, convirtiendo a Puerto Rico en su eje de operaciones del Caribe, se logró alcanzar la histórica cifra de ocho millones de pasajeros al concluir el año 1988. Ese mismo año se anunció una inversión en expansión y remodelación de $137 millones.
La década del noventa marcó el inicio de importantes proyectos para modernizar y expandir las instalaciones y servicios del Aeropuerto Internacional Luis Muñoz Marín en respuesta al auge en el movimiento de pasajeros y carga y a las proyecciones de crecimiento.
En el periodo comprendido entre 1990 al 2000 se realizaron varias obras de infraestructura con una inversión aproximada de $128 millones. Algunas de éstas son la ampliación de la carretera de acceso de dos niveles a un máximo de 10 carriles en ambos niveles, la nueva Torre de Control de tráfico aéreo, la pista de rodaje paralela que conecta las pistas 8 y 10, el estacionamiento multipisos y la primera y segunda fase del proyecto de expansión, modificación y rehabilitación de la Terminal B.
En los años subsiguientes, del 2000 al 2005, se iniciaron y completaron otros importantes proyectos como la rehabilitación, modificación y expansión de la terminal B Fase 3 y el nuevo conector B/C a un costo de $35.9 millones, la construcción de un nuevo edificio para la unidad de Rescate Aéreo, a un costo de $4.1 millones y la remodelación del Hotel, a un costo de $5 millones. En 2012 abrió el nuevo Terminal A, el cual es ocupado por la línea aérea Jet Blue.
El Aeropuerto es propiedad de la Autoridad de Puertos pero desde 2013 es manejado por Aerostar Airport Holdings, en una iniciativa público-privada mediante la cual se concedió un contrato para operar el aeropuerto a dicha empresa por 40 años.
En 2016, San Juan recibió a 9 032 627 pasajeros, mientras que en 2017 recibió a 8 407 404 pasajeros según datos publicados por el Grupo Aeroportuario del Sureste.

## Operaciones

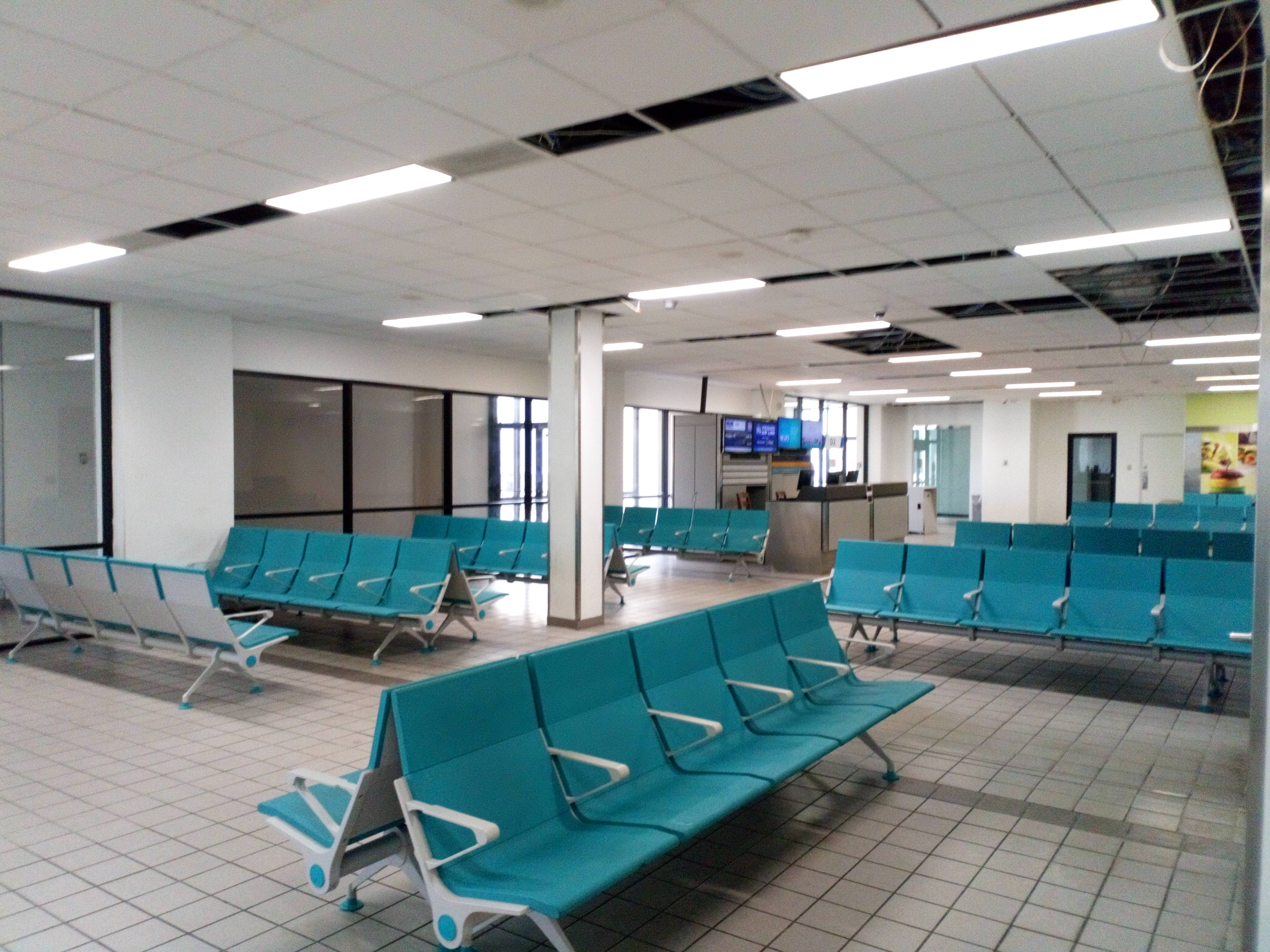
Área de espera en la puerta D2.

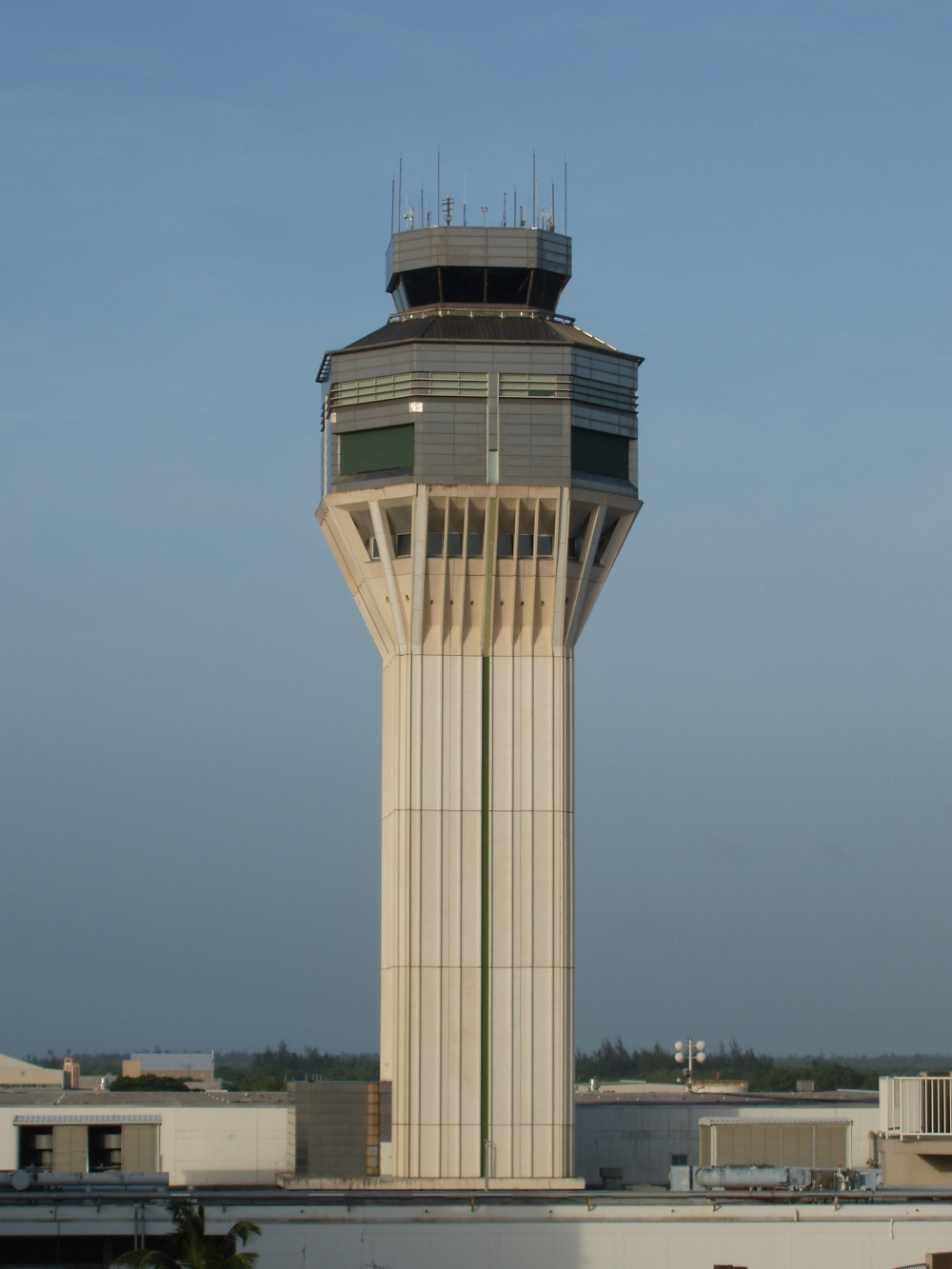
Torre de control de SJU diseñada por Segundo Cardona FAIA (SCF Architects).

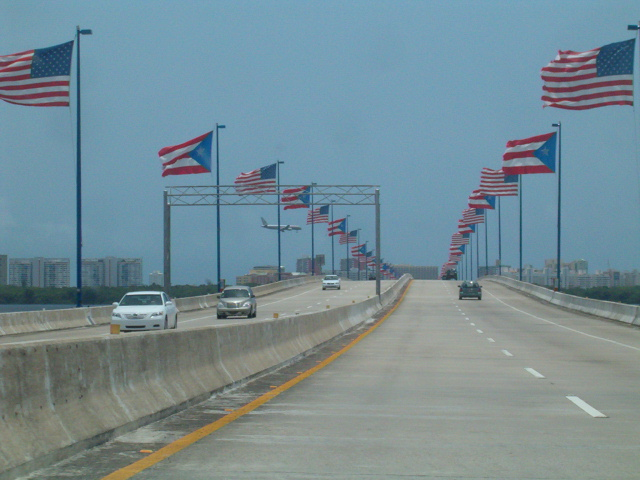
Puente Teodoro Moscoso que conecta la ciudad de San Juan con el Aeropuerto Internacional Luis Muñoz Marín en Carolina.

El Aeropuerto Internacional Luis Muñoz Marín es la principal puerta de enlace internacional de Puerto Rico y su principal conexión con los Estados Unidos continentales. Los vuelos nacionales vuelan entre Carolina y otros destinos locales, incluidos Culebra, Mayagüez y Vieques. Se accede al aeropuerto desde el distrito de San Juan de Hato Rey, el distrito financiero de la isla, a través del puente Teodoro Moscoso. Se accede al Viejo San Juan a través de la Autopista Baldorioty de Castro (PR-26). El aeropuerto sirve como el centro del Caribe para Cape Air, Air Sunshine y una base operativa para JetBlue. JetBlue es la aerolínea más grande de San Juan, con 51 vuelos diarios en un día promedio.

## Terminales
El aeropuerto Luis Muñoz Marín tiene un edificio de la terminal principal con cuatro vestíbulos y una terminal separada con un vestíbulo. Sin embargo, todos los terminales están conectados.

### Terminal A
La Terminal A es la Terminal más joven, siendo inaugurada en el año 2012 y la cual jetBlue es la única aerolínea que la ocupa desde 2013 hasta la actualidad. Esta terminal cuenta con 8 puertas puertas de embarque, tres de ellas (A1, A2 y A3) localizadas en un edificio o sala aparte con acceso directo al edificio principal de la Terminal A y la Terminal B.
La Terminal A está próxima a ser remodelada y expandida con 2 nuevas puertas de embarque para un total de 10 una vez los trabajos de renovación en la Terminal D estén parcialmente terminados.
La Terminal A cuenta con un The Lounge San Juan, un salón VIP del aeropuerto todo incluido pero de menor tamaño comparado al que está disponible en la Terminal C.

### Terminal B (Sala)
La Terminal B actualmente cuenta con 9 puertas de embarque. La Terminal B es ocupada por Delta, United, Southwest y Spirit.

### Terminal C (Sala)
La Terminal C reabrió después de su renovación de $55 millones de dólares en marzo de 2016. Actualmente la Terminal C tiene 9 puertas de embarque y también funciona como terminal internacional principal. La Terminal C es utilizada por American, Avianca, Air Canada, Copa Airlines, Frontier e Iberia.
Un salón VIP del aeropuerto de Avianca está ubicado en la entrada de la Terminal C. Este salón es operado por Global Lounge Network.

### Terminal D (Sala) | Abandonada / En Remodelación
La Terminal D está mayormente en abandono (75%) desde que fue cerrada en 2015 para su aparente remodelación. La pequeña parte que permanece abierta es usada principalmente por aerolíneas regionales como Air Antilles y Cape Air. La terminal está actualmente en proceso de "renovación", el cual conllevará a una nueva zona central, o “Commuter Hub” de acuerdo a expresiones de Aerostar, el cual será ocupada por las aerolíneas regionales y 3 puertas de embarque de tamaño regular para aviones de mayor tamaño. Este proyecto es una drástica reducción de capacidad ya que la Terminal D y E contenían hasta aproximadamente 19 puertas de embarque en un total combinado. El área de registro de la Terminal D está actualmente abandonada y solo se usa para acceder al hotel del aeropuerto, y el antiguo punto de control de seguridad ahora se usa para el control de mercancías. La terminal estuvo ocupada anteriormente por American Airlines y otras aerolíneas de OneWorld hasta el desmantelamiento de la base de American Airlines en SJU y su traslado a la Terminal C por los proyectos de remodelación.

### Terminal E (Sala) | Abandonada
La Terminal E está actualmente abandonada y en aparente proceso de renovación. La Terminal E cuenta con acceso directo al Terminal D. Anteriormente fue ocupada por American Airlines y su subsidiaria regional Executive Airlines, ahora Envoy, que operaba vuelos bajo la marca de American Eagle. Los vuelos de American Eagle fueron trasladados a la Terminal D antes de cesar operaciones en abril de 2013 como parte del plan de desmantelamiento de la base de American Airlines en SJU y su traslado a la Terminal C por los proyectos de remodelación.

## Aerolíneas y destinos

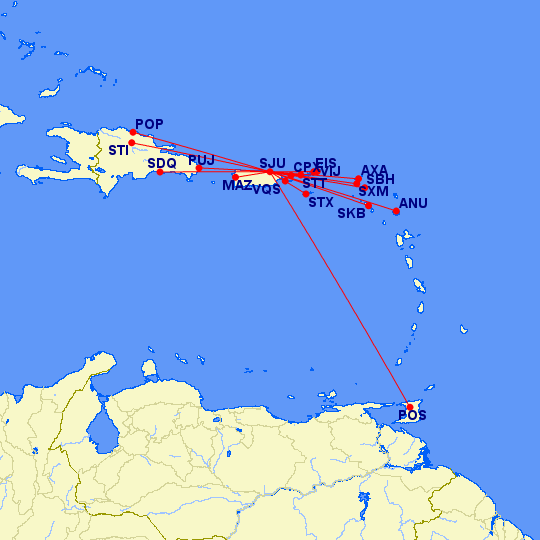
Destinos Intra-Caribe y destinos nacionales desde SJU.

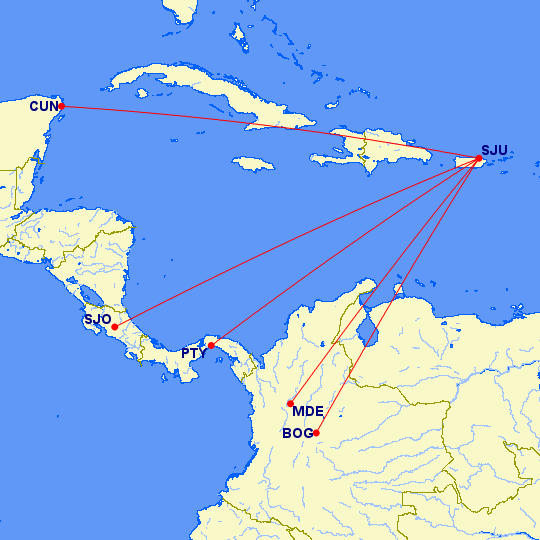
Destinos de México, Centroamérica y Sudamérica desde SJU.

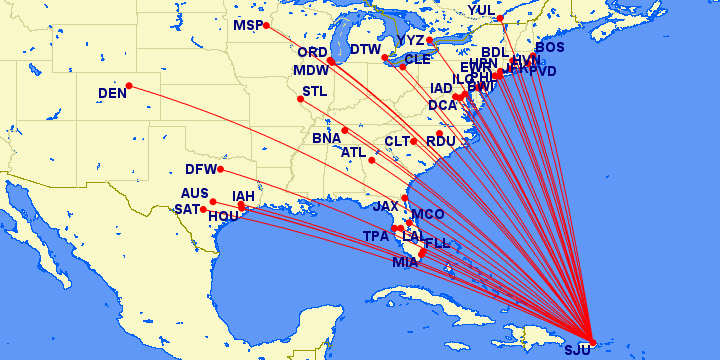
Destinos de Estados Unidos y Canadá desde SJU.

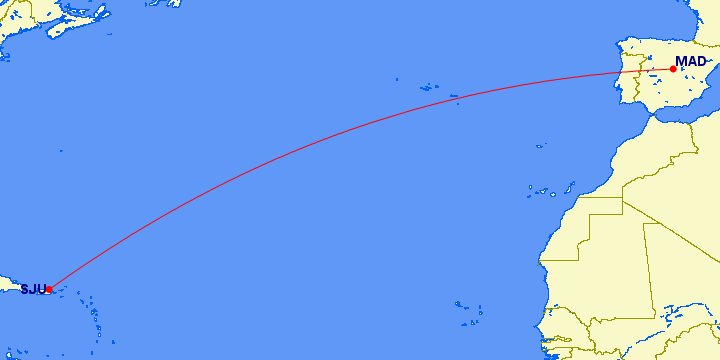
Destinos europeos desde SJU.

### Pasajeros
| Aerolíneas             | Destinos |
| ---------------------- | --- |
| Aeroméxico             | Ciudad de México (inicia el 29 de octubre de 2025) |
| Air Canada             | Estacional: Montreal–Trudeau, Toronto–Pearson |
| Air Transat            | Estacional: Montreal–Trudeau |
| American Airlines      | Charlotte, Chicago–O'Hare, Dallas/Fort Worth, Filadelfia, Miami |
| Arajet                 | Punta Cana, Santo Domingo–Las Américas |
| Avelo Airlines         | Charlotte/Concord (inicia el 22 de octubre de 2025), Lakeland, New Haven, Wilmington (DE) |
| Avianca                | Bogotá, Medellín–JMC |
| Avianca Costa Rica     | San José (CR) |
| Cape Air               | Culebra, Mayagüez, Santa Cruz, Santo Tomás, Tórtola, Vieques, Virgen Gorda |
| Caribbean Airlines     | Antigua, Barbados, Dominica–Douglas-Charles, Puerto España, Tórtola |
| Copa Airlines          | Ciudad de Panamá–Tocumen |
| Delta Air Lines        | Atlanta, Boston, Detroit, Mineápolis/St. Paul, Nueva York–JFK Estacional: Raleigh/Durham (inicia el 20 de diciembre de 2025) |
| Frontier Airlines      | Antigua, Atlanta, Baltimore, Boston, Cleveland, Filadelfia, Fort Lauderdale, Hartford, Jacksonville, Miami, Newark, Nueva York–JFK, Orlando, Puerto Plata, Punta Cana, Raleigh/Durham, San Martín, Santa Cruz, Santiago de los Caballeros, Santo Domingo–Las Américas, Santo Tomás, Tampa, Washington–Dulles Estacional: Charlotte |
| Iberia                 | Madrid |
| InterCaribbean Airways | Tórtola |
| JetBlue Airways        | Boston, Cancún (finaliza el 30 de agosto de 2025), Fort Lauderdale, Hartford, Medellín–JMC, Newark, Nueva York–JFK, Orlando, Providence, Punta Cana, Raleigh/Durham, Santa Cruz, Santiago de los Caballeros, Santo Domingo–Las Américas, Santo Tomás, Tampa, Washington–Nacional, White Plains                                     |
| Southwest Airlines     | Baltimore, Chicago–Midway, Fort Lauderdale, Houston–Hobby, Nashville, Orlando, San Luis, Tampa Estacional: Austin |
| Spirit Airlines        | Atlanta, Baltimore, Boston, Chicago–O'Hare, Dallas/Fort Worth, Detroit, Filadelfia, Fort Lauderdale, Houston–Intercontinental, Miami, Orlando, San Antonio |
| Sun Country Airlines   | Mineápolis/St. Paul |
| Tradewind Aviation     | San Bartolomé Estacional: Anguila, Tórtola, Virgen Gorda |
| United Airlines        | Chicago–O'Hare, Denver, Houston–Intercontinental, Newark, Washington–Dulles |
| WestJet                | Estacional: Toronto–Pearson |

### Carga

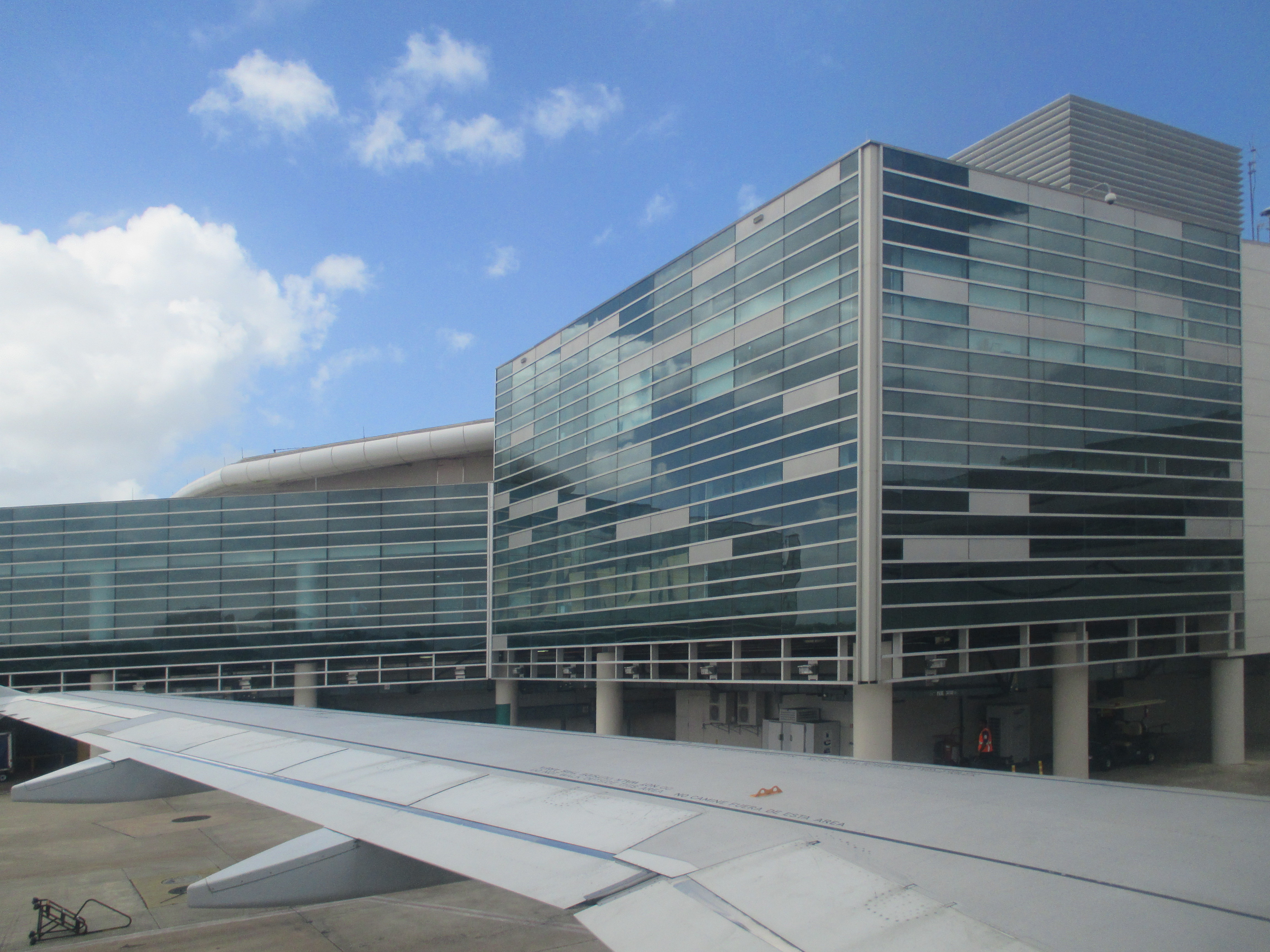
Vista de fachada terminal desde el asfalto.

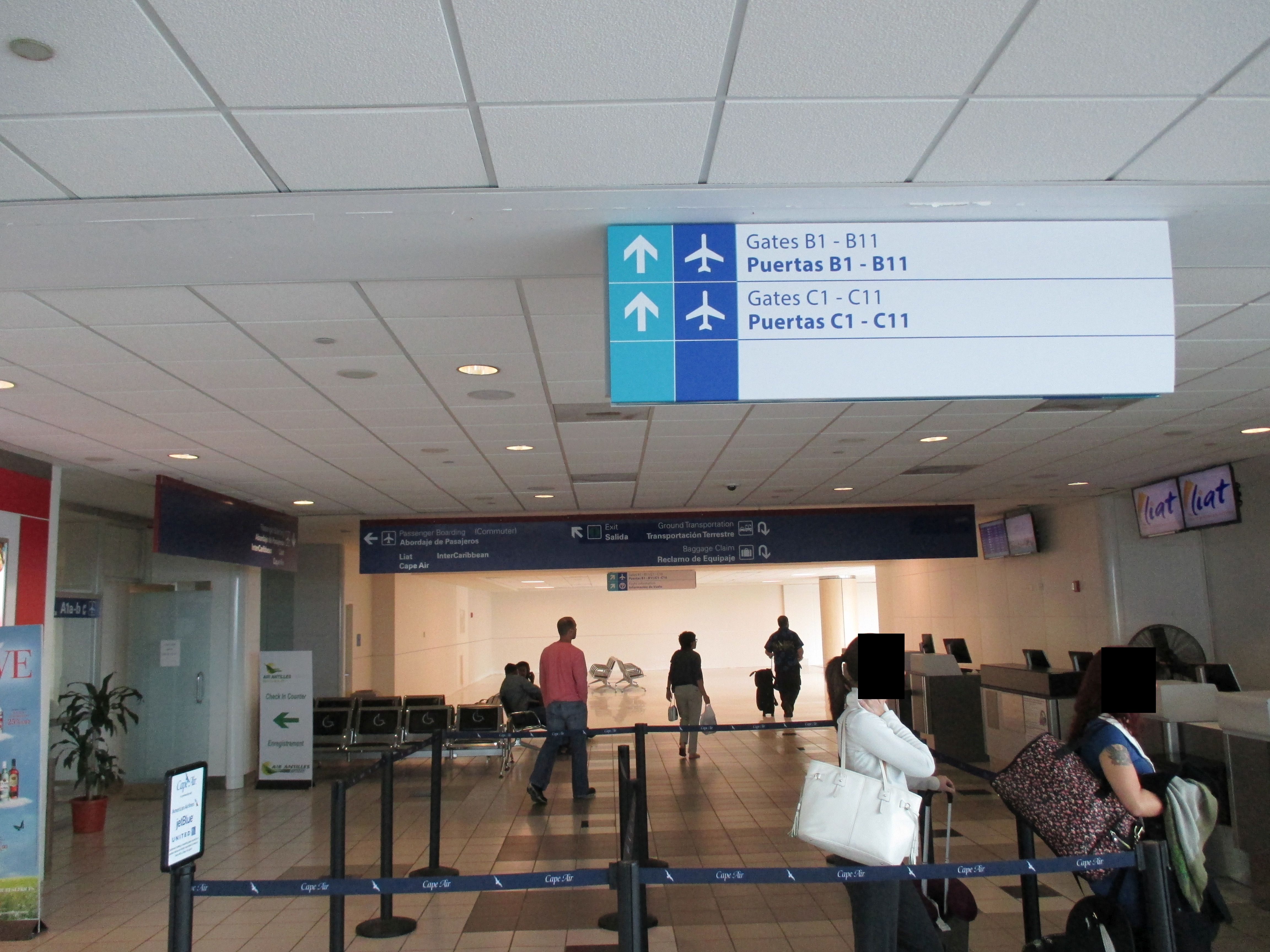
Mostradores de documentación de Cape Air.

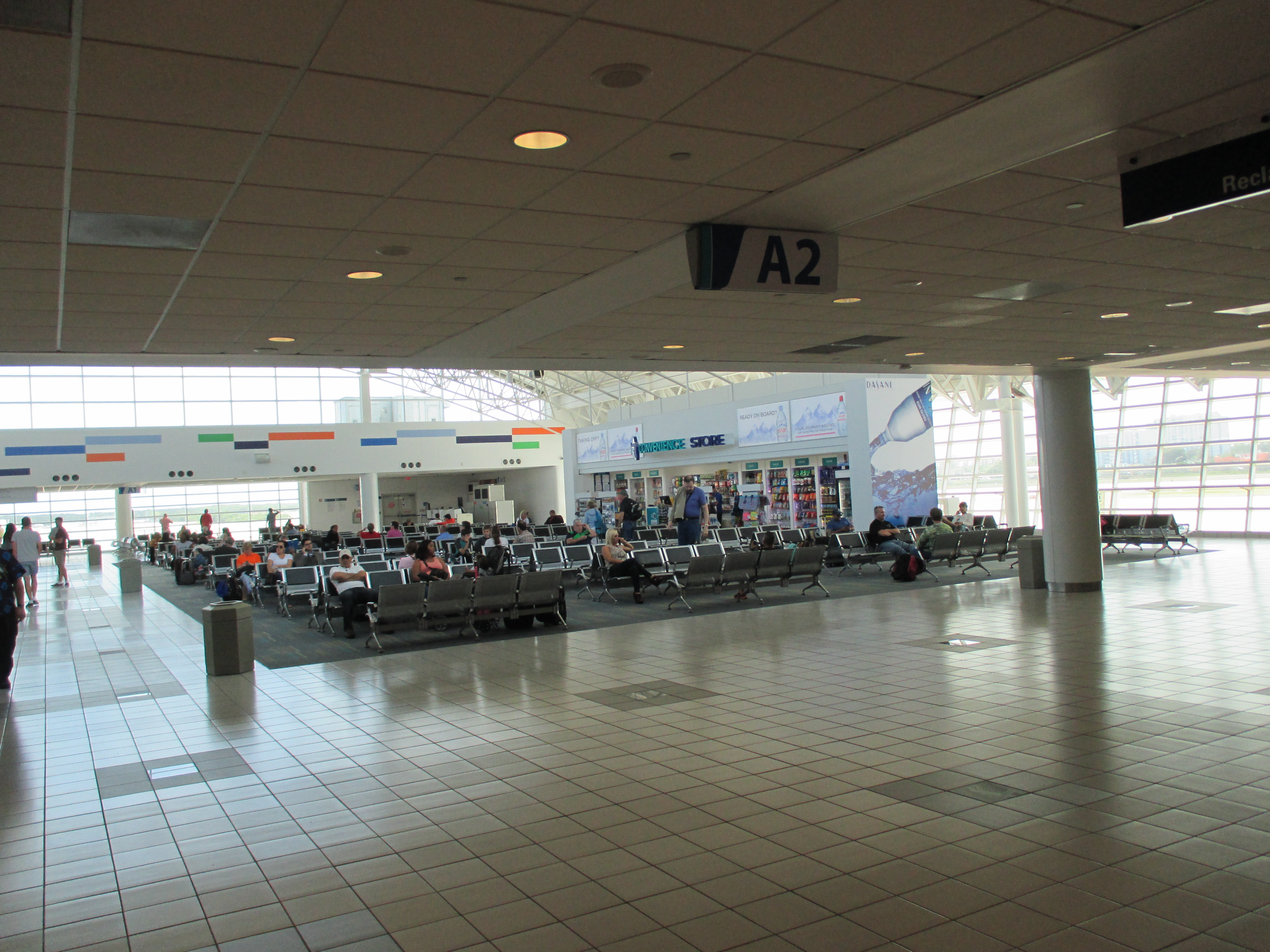
Área de espera en la puerta A2.

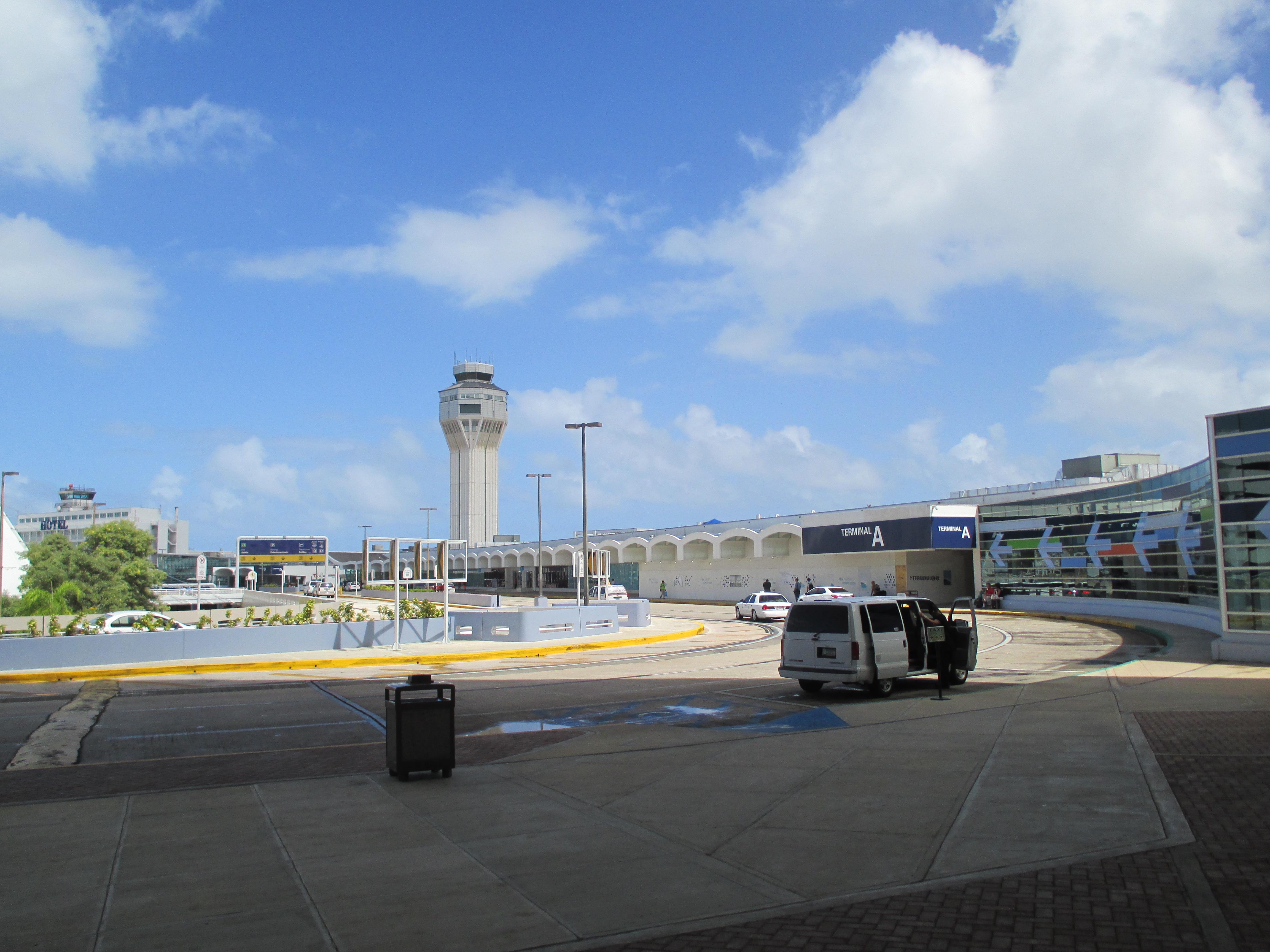
Área de salidas y llegadas.

| Aerolíneas             | Destinos |
| ---------------------- | --- |
| ABX Air                | Miami, Puerto Príncipe                                                                                             |
| Air Cargo Carriers     | Aguadilla, Antigua, Dominica–Douglas–Charles, Santa Cruz, Santo Tomás, Tórtola                                     |
| Air Canada Cargo       | Bogotá, Toronto–Pearson                                                                                            |
| Amazon Air             | Charlotte, Richmond, Tampa                                                                                         |
| Ameriflight            | Aguadilla, Aruba, Barbados, Castries, Dominica–Douglas–Charles, Santa Cruz, Santo Tomás, San Cristóbal, San Martín |
| Amerijet International | Bogotá, Bruselas, Miami, Newark, Ontario, Orlando Estacional: Memphis                                              |
| Atlas Air              | Cincinnati, Medellín–JMC, Miami                                                                                    |
| Cargolux               | Atlanta, Luxemburgo                                                                                                |
| Cargolux Italia        | Milán-Malpensa |
| Contract Air Cargo     | Antigua |
| DHL Aero Expreso       | Ciudad de Panamá–Tocumen                                                                                           |
| DHL Aviation           | Cincinnati |
| FedEx Express          | Bogotá, Memphis, Miami                                                                                             |
| FedEx Feeder           | Antigua, Pointe-à-Pitre, Santa Cruz, Santo Tomás, San Cristóbal, San Martín, Tórtola                               |
| Northern Air Cargo     | Miami, Paramaribo                                                                                                  |
| UPS Airlines           | Jacksonville, Louisville, West Palm Beach                                                                          |

### Destinos nacionales
Se brinda servicio a 3 ciudades dentro de la isla a cargo de 1 aerolínea.
| Culebra (CPX)  | • |   | 1 |
| Mayagüez (MAZ) | • |   | 1 |
| Vieques (VQS)  | • |   | 1 |
| Total          | 3 | 0 | 3 |

### Destinos internacionales
Se ofrece servicio a 56 destinos internacionales (4 estacionales), a cargo de 22 aerolíneas.
| Canadá (2 destinos [estacionales], 3 aerolíneas)                |                                                       | |
| Montreal                                                        | Aeropuerto Internacional Pierre Elliott Trudeau       | Air Canada (Estacional) / Air Transat (Estacional)                                                     |
| Toronto                                                         | Aeropuerto Internacional Toronto Pearson              | Air Canada (Estacional) / WestJet (Estacional)                                                         |
| Estados Unidos (31 destinos [1 estacional], 8 aerolíneas)       |                                                       | |
| Atlanta                                                         | Aeropuerto Internacional Hartsfield-Jackson           | Delta Air Lines / Frontier Airlines / Spirit Airlines                                                  |
| Austin                                                          | Aeropuerto Internacional de Austin-Bergstrom          | Southwest Airlines (Estacional)                                                                        |
| Baltimore                                                       | Aeropuerto Internacional de Baltimore-Washington      | Southwest Airlines / Spirit Airlines / Frontier Airlines                                               |
| Boston                                                          | Aeropuerto Internacional Logan                        | Delta Air Lines / Frontier Airlines / JetBlue Airways / Spirit Airlines                                |
| Charlotte                                                       | Aeropuerto Internacional de Charlotte-Douglas         | American Airlines / Frontier Airlines                                                                  |
| Chicago                                                         | Aeropuerto Internacional Midway                       | Southwest Airlines / Frontier Airlines                                                                 |
| Chicago                                                         | Aeropuerto Internacional O'Hare                       | American Airlines / United Airlines / Spirit Airlines                                                  |
| Cleveland                                                       | Aeropuerto Internacional de Cleveland-Hopkins         | Frontier Airlines                                                                                      |
| Concord                                                         | Aeropuerto Regional de Concord-Padgett                | Avelo Airlines (inicia el 22 de octubre de 2025)                                                       |
| Dallas                                                          | Aeropuerto Internacional de Dallas-Fort Worth         | American Airlines / Spirit Airlines                                                                    |
| Denver                                                          | Aeropuerto Internacional de Denver                    | United Airlines                                                                                        |
| Detroit                                                         | Aeropuerto Internacional de Detroit                   | Delta Air Lines / Spirit Airlines                                                                      |
| Filadelfia                                                      | Aeropuerto Internacional de Filadelfia                | American Airlines / Frontier Airlines / Spirit Airlines                                                |
| Fort Lauderdale                                                 | Aeropuerto Internacional de Fort Lauderdale-Hollywood | Frontier Airlines / JetBlue Airways / Southwest Airlines / Spirit Airlines                             |
| Hartford                                                        | Aeropuerto Internacional Bradley                      | Frontier Airlines / JetBlue Airways                                                                    |
| Houston                                                         | Aeropuerto Intercontinental George Bush               | Spirit Airlines / United Airlines                                                                      |
| Houston                                                         | Aeropuerto William P. Hobby                           | Southwest Airlines                                                                                     |
| Jacksonville                                                    | Aeropuerto Internacional de Jacksonville              | Frontier Airlines                                                                                      |
| Lakeland                                                        | Aeropuerto Internacional de Lakeland Linder           | Avelo Airlines                                                                                         |
| Miami                                                           | Aeropuerto Internacional de Miami                     | American Airlines / Frontier Airlines / Spirit Airlines                                                |
| Mineápolis                                                      | Aeropuerto Internacional de Mineápolis-Saint Paul     | Delta Air Lines / Sun Country Airlines                                                                 |
| Nashville                                                       | Aeropuerto Internacional de Nashville                 | Southwest Airlines                                                                                     |
| Newark                                                          | Aeropuerto Internacional Libertad de Newark           | Frontier Airlines / JetBlue Airways / United Airlines                                                  |
| New Haven                                                       | Aeropuerto Regional Tweed-New Haven                   | Avelo Airlines                                                                                         |
| Nueva York                                                      | Aeropuerto Internacional John F. Kennedy              | Frontier Airlines / Delta Air Lines / JetBlue Airways                                                  |
| Orlando                                                         | Aeropuerto Internacional de Orlando                   | Frontier Airlines / JetBlue Airways / Southwest Airlines / Spirit Airlines                             |
| Providence                                                      | Aeropuerto T. F. Green                                | JetBlue Airways                                                                                        |
| Raleigh                                                         | Aeropuerto Internacional de Raleigh-Durham            | Delta Air Lines (Estacional) (inicia el 20 de diciembre de 2025) / Frontier Airlines / JetBlue Airways |
| San Antonio                                                     | Aeropuerto Internacional de San Antonio               | Spirit Airlines                                                                                        |
| San Luis                                                        | Aeropuerto Internacional Lambert                      | Southwest Airlines                                                                                     |
| Tampa                                                           | Aeropuerto Internacional de Tampa                     | Frontier Airlines / JetBlue Airways / Southwest Airlines                                               |
| Washington D. C.                                                | Aeropuerto Internacional de Washington-Dulles         | Frontier Airlines / United Airlines                                                                    |
| Washington D. C.                                                | Aeropuerto Nacional Ronald Reagan de Washington       | JetBlue Airways                                                                                        |
| White Plains                                                    | Aeropuerto de Westchester County                      | JetBlue Airways                                                                                        |
| Wilmington                                                      | Aeropuerto de Wilmington (Delaware)                   | Avelo Airlines                                                                                         |
| México (2 destinos, 2 aerolíneas)                               |                                                       | |
| Cancún                                                          | Aeropuerto Internacional de Cancún                    | JetBlue Airways (finaliza el 30 de agosto de 2025)                                                     |
| Ciudad de México                                                | Aeropuerto Internacional de la Ciudad de México       | Aeroméxico (inicia el 29 de octubre de 2025)                                                           |
| Centroamérica y El Caribe                                       |                                                       | |
| Anguila (1 destino [estacional], 1 aerolínea)                   |                                                       | |
| Anguila                                                         | Aeropuerto Internacional Clayton J. Lloyd             | Tradewind Aviation (Estacional)                                                                        |
| Antigua y Barbuda (1 destino, 1 aerolínea)                      |                                                       | |
| Saint John                                                      | Aeropuerto Internacional V. C. Bird                   | Caribbean Airlines / Frontier Airlines                                                                 |
| Barbados (1 destino, 1 aerolínea)                               |                                                       | |
| Bridgetown                                                      | Aeropuerto Internacional Grantley Adams               | Caribbean Airlines                                                                                     |
| Costa Rica (1 destino, 1 aerolínea)                             |                                                       | |
| San José                                                        | Aeropuerto Internacional Juan Santamaría              | Avianca Costa Rica                                                                                     |
| Dominica (1 destino, 1 aerolínea)                               |                                                       | |
| Dominica                                                        | Aeropuerto Douglas–Charles                            | Caribbean Airlines                                                                                     |
| Islas Vírgenes Británicas (2 destinos, 4 aerolíneas)            |                                                       | |
| Tórtola                                                         | Aeropuerto Internacional Terrance B. Lettsome         | Cape Air / Caribbean Airlines / InterCaribbean Airways / Tradewind Aviation (Estacional)               |
| Virgen Gorda                                                    | Aeropuerto de Virgen Gorda                            | Cape Air / Tradewind Aviation (Estacional)                                                             |
| Islas Vírgenes de los Estados Unidos (2 destinos, 3 aerolíneas) |                                                       | |
| Santa Cruz                                                      | Aeropuerto Internacional Henry E. Rohlsen             | Frontier Airlines / JetBlue Airways                                                                    |
| Santo Tomás                                                     | Aeropuerto Internacional Cyril E. King                | Cape Air / Frontier Airlines / JetBlue Airways                                                         |
| Panamá (1 destino, 1 aerolínea)                                 |                                                       | |
| Ciudad de Panamá                                                | Aeropuerto Internacional de Tocumen                   | Copa Airlines                                                                                          |
| República Dominicana (4 destinos, 3 aerolíneas)                 |                                                       | |
| Puerto Plata                                                    | Aeropuerto Internacional Gregorio Luperón             | Frontier Airlines                                                                                      |
| Punta Cana                                                      | Aeropuerto Internacional de Punta Cana                | Arajet / Frontier Airlines / JetBlue Airways                                                           |
| Santiago de los Caballeros                                      | Aeropuerto Internacional del Cibao                    | Frontier Airlines / JetBlue Airways                                                                    |
| Santo Domingo                                                   | Aeropuerto Internacional Las Américas                 | Arajet / Frontier Airlines / JetBlue Airways                                                           |
| San Bartolomé (1 destino, 1 aerolínea)                          |                                                       | |
| San Bartolomé                                                   | Aeropuerto Gustaf III                                 | Tradewind Aviation                                                                                     |
| San Martín (1 destino, 2 aerolíneas)                            |                                                       | |
| San Martín                                                      | Aeropuerto Internacional Princesa Juliana             | Frontier Airlines                                                                                      |
| Trinidad y Tobago (1 destino, 1 aerolínea)                      |                                                       | |
| Puerto España                                                   | Aeropuerto Internacional de Piarco                    | Caribbean Airlines                                                                                     |
| Sudamérica                                                      |                                                       | |
| Colombia (2 destinos, 1 aerolínea)                              |                                                       | |
| Bogotá                                                          | Aeropuerto Internacional El Dorado                    | Avianca                                                                                                |
| Medellín                                                        | Aeropuerto Internacional José María Córdova           | Avianca / JetBlue Airways                                                                              |
| Europa                                                          |                                                       | |
| España (1 destino, 1 aerolínea)                                 |                                                       | |
| Madrid                                                          | Aeropuerto Adolfo Suárez Madrid-Barajas               | Iberia                                                                                                 |
| Total: 56 destinos (4 estacionales), 17 países, 22 aerolíneas   |                                                       | |

## Estadísticas

### Rutas más transitadas
| Número | Ciudad                   | Pasajeros | Aerolínea                                                               |
| ------ | ------------------------ | --------- | ----------------------------------------------------------------------- |
| 1      | Orlando, Florida         | 1,032,000 | Frontier Airlines, JetBlue Airways, Southwest Airlines, Spirit Airlines |
| 2      | Nueva York, Nueva York   | 586,000   | Delta Air Lines, JetBlue Airways                                        |
| 3      | Miami, Florida           | 492,000   | American Airlines, Frontier Airlines, Spirit Airlines                   |
| 4      | Newark, Nueva Jersey     | 365,000   | Frontier Airlines, JetBlue Airways, Spirit Airlines, United Airlines    |
| 5      | Atlanta, Georgia         | 351,000   | Delta Air Lines, Frontier Airlines                                      |
| 6      | Fort Lauderdale, Florida | 347,000   | JetBlue Airways, Southwest Airlines, Spirit Airlines                    |
| 7      | Boston, Massachusetts    | 319,000   | Frontier Airlines, Jetblue Airways, Spirit Airlines, Delta Air Lines    |
| 8      | Tampa, Florida           | 251,000   | Frontier Airlines, JetBlue Airways, Southwest Airlines, Spirit Airlines |
| 9      | Filadelfia, Pensilvania  | 246,000   | American Airlines, Frontier Airlines, Spirit Airlines                   |
| 10     | Baltimore, Maryland      | 204,000   | Frontier Airlines, Southwest Airlines, Spirit Airlines                  |

| Número | Ciudad                                           | Pasajeros | Aerolínea                                          |
| ------ | ------------------------------------------------ | --------- | -------------------------------------------------- |
| 1      | Punta Cana, República Dominicana                 | 315,401   | Frontier Airlines, JetBlue Airways                 |
| 2      | Santo Domingo, República Dominicana              | 282,382   | Frontier Airlines, JetBlue Airways                 |
| 3      | Ciudad de Panamá, Panamá                         | 201,405   | Copa Airlines                                      |
| 4      | Madrid, España                                   | 195,170   | Iberia                                             |
| 5      | Bogotá, Colombia                                 | 135,881   | Avianca                                            |
| 6      | Medellín, Colombia                               | 87,488    | Avianca, JetBlue Airways                           |
| 7      | Santiago de los Caballeros, República Dominicana | 69,885    | Frontier Airlines, JetBlue Airways, Silver Airways |
| 8      | Tórtola, Islas Vírgenes Británicas               | 68,000    | Cape Air, InterCaribbean Airways, Silver Airways   |
| 9      | San Bartolomé, Francia                           | 38,930    | Tradewind Aviation                                 |
| 10     | Puerto España, Trinidad y Tobago                 | 24,645    | Caribbean Airlines                                 |

### Tráfico anual
| Año  | Pasajeros  | % cambio | YAño | Pasajeros | % cambio | Año  | Pasajeros  | % cambio |
| ---- | ---------- | -------- | ---- | --------- | -------- | ---- | ---------- | -------- |
| 2001 | 9,453,564  | –        | 2009 | 8,245,895 | 12.1%    | 2017 | 8,407,404  | 6.9%     |
| 2002 | 9,389,232  | 0.7%     | 2010 | 8,491,257 | 3.0%     | 2018 | 8,373,679  | 0.4%     |
| 2003 | 9,716,687  | 3.5%     | 2011 | 7,993,381 | 5.9%     | 2019 | 9,448,253  | 12.8%    |
| 2004 | 10,568,986 | 8.8%     | 2012 | 8,448,172 | 5.7%     | 2020 | 4,845,353  | 48.7%    |
| 2005 | 10,768,698 | 1.9%     | 2013 | 8,347,119 | 1.2%     | 2021 | 9,684,227  | 99.9%    |
| 2006 | 10,506,118 | 2.4%     | 2014 | 8,569,622 | 2.7%     | 2022 | 10,310,990 | 6.5%     |
| 2007 | 10,409,464 | 0.9%     | 2015 | 8,733,161 | 1.9%     | 2023 | 12,197,553 | 18.3%    |
| 2008 | 9,378,924  | 9.9%     | 2016 | 9,032,627 | 3.4%     | 2024 | 13,247,382 | 8.6%     |

## Incidentes y accidentes
- El 15 de febrero de 1970 un vuelo de Dominicana de Aviación procedente del Aeropuerto Internacional de Las Américas en Santo Domingo se estrelló poco después del despegue, provocando así la muerte a todos los que se encontraban a bordo incluyendo al Equipo Nacional de vóleibol femenino de Puerto Rico, y al dominicano Carlos Cruz, excampeón mundial de boxeo.
- El 24 de junio de 1972 el vuelo 191 de Prinair procedente de San Juan se estrelló en un intento de aterrizaje en el Aeropuerto Internacional Mercedita en Ponce.
- El 31 de diciembre de ese mismo año la estrella del béisbol Roberto Clemente y sus acompañantes murieron cuando el DC-7 en el que viajaban se estrelló poco después del despegue en un vuelo humanitario hacia Nicaragua.
- En 1983, un vuelo de Alitalia que había sido secuestrado aterrizó en Isla Verde por órdenes del secuestrador.
- En 1985 un vuelo de American Airlines hacia Dallas, Texas, se salió de la pista hasta una laguna cercana. No hubo heridos.
- El 24 de septiembre de 1998 un Corvair 240-13 de Trans-Florida Airlines tuvo un problema con sus motores al momento del despegue. Éste intentó regresar al aeropuerto pero perdió altitud e hizo un aterrizaje forzoso en una laguna que se encontraba a unas dos millas de la pista. No hubo heridos.
- El 9 de mayo de 2004 el vuelo 5401 de American Eagle se deslizó fuera de la pista luego de que el piloto no pudiera controlar los rebotes del avión, conocido como “ballooning” en términos de aviación, momentos justo antes de aterrizar. Esto se debió a las condiciones del viento en ese momento. El accidente tuvo un saldo de diecisiete personas heridas.[24]
- El 15 de marzo de 2012, un  Convair 440 de Jet One Express cargo con destino a Santa Cruz con 12,059 libras de pan de la compañía Holsum, se estrella en la Laguna Torrecillas justo después de despegar luego de que el piloto alertara a la torre de control sobre humo en la cabina. Justo después del accidente, la aeronave se parte en dos y queda sumergida totalmente bajo el agua. Los dos tripulantes que iban a bordo murieron.

## Aeropuertos cercanos
Los aeropuertos más cercanos son:
- Aeropuerto Antonio Rivera Rodríguez (71km)
- Aeropuerto Internacional Mercedita (76km)
- Aeropuerto Internacional Cyril E. King (109km)
- Aeródromo de Saint Thomas (115km)
- Aeropuerto Internacional Rafael Hernández (119km)